# Ginnastica acrobatica ai Giochi mondiali 2025
Le competizioni di ginnastica acrobatica ai Giochi mondiali 2025 si sono svolte dall'8 al 10 agosto 2025 al Dong'an Lake Sports Park Gymnasium di Chengdu, in Cina.

## Podi

### Uomini
| Specialità        | Oro                                                      | Argento                                                        | Bronzo                                                                |
| Coppia (dettagli) | Spagna Juan Daniel Molina José Moreno                    | Azerbaigian Daniel Abbasov Murad Rafiyev                       | Portogallo Miguel Lopes Gonçalo Parreiria                             |
| Gruppo (dettagli) | Israele Or Abraham Rotem Amihai Lior Borodin Tomer Offir | Ucraina Stanislav Kukurudz Yurii Push Yuriy Savka Taras Yarush | Regno Unito Louis Alexander Rex Booth Samuel Ditchburn Freddie Turner |

### Donne
| Specialità        | Oro                                   | Argento                                                    | Bronzo                                               |
| Coppia (dettagli) | Belgio Maysae Bouhouch Silke Macharis | Ucraina Anhelina Cherniavska Ruzanna Vecheruk              | Portogallo Beatriz Carneiro Inês Faria               |
| Gruppo (dettagli) | Cina Ding Wenyan Gu Quanjia Ma Yixing | Stati Uniti Caylei Caldwell Olivia Green Rebecca Greenberg | Israele Nikol Aleinik Lia Bar Noy Michal Stratievsky |

### Gare miste
| Specialità        | Oro                                          | Argento                                       | Bronzo                              |
| Coppia (dettagli) | Ucraina Yevfrosyniia Kryvytska Ivan Labunets | Portogallo Lara Fernandes Guilherme Henriques | Israele Yonatan Fridman Amy Refaeli |

## Medagliere
| Posiz. | Nazione     | Oro | Argento | Bronzo | Totale |
| ------ | ----------- | --- | ------- | ------ | ------ |
| 1      | Ucraina     | 1   | 2       | 0      | 3      |
| 2      | Israele     | 1   | 0       | 2      | 3      |
| 3      | Belgio      | 1   | 0       | 0      | 1      |
| 3      | Cile        | 1   | 0       | 0      | 1      |
| 3      | Spagna      | 1   | 0       | 0      | 1      |
| 6      | Portogallo  | 0   | 1       | 2      | 3      |
| 7      | Azerbaigian | 0   | 1       | 0      | 1      |
| 7      | Stati Uniti | 0   | 1       | 0      | 1      |
| 9      | Regno Unito | 0   | 0       | 1      | 1      |
| Totale | Totale      | 5   | 5       | 5      | 15     |